# Yuliya Shvayger

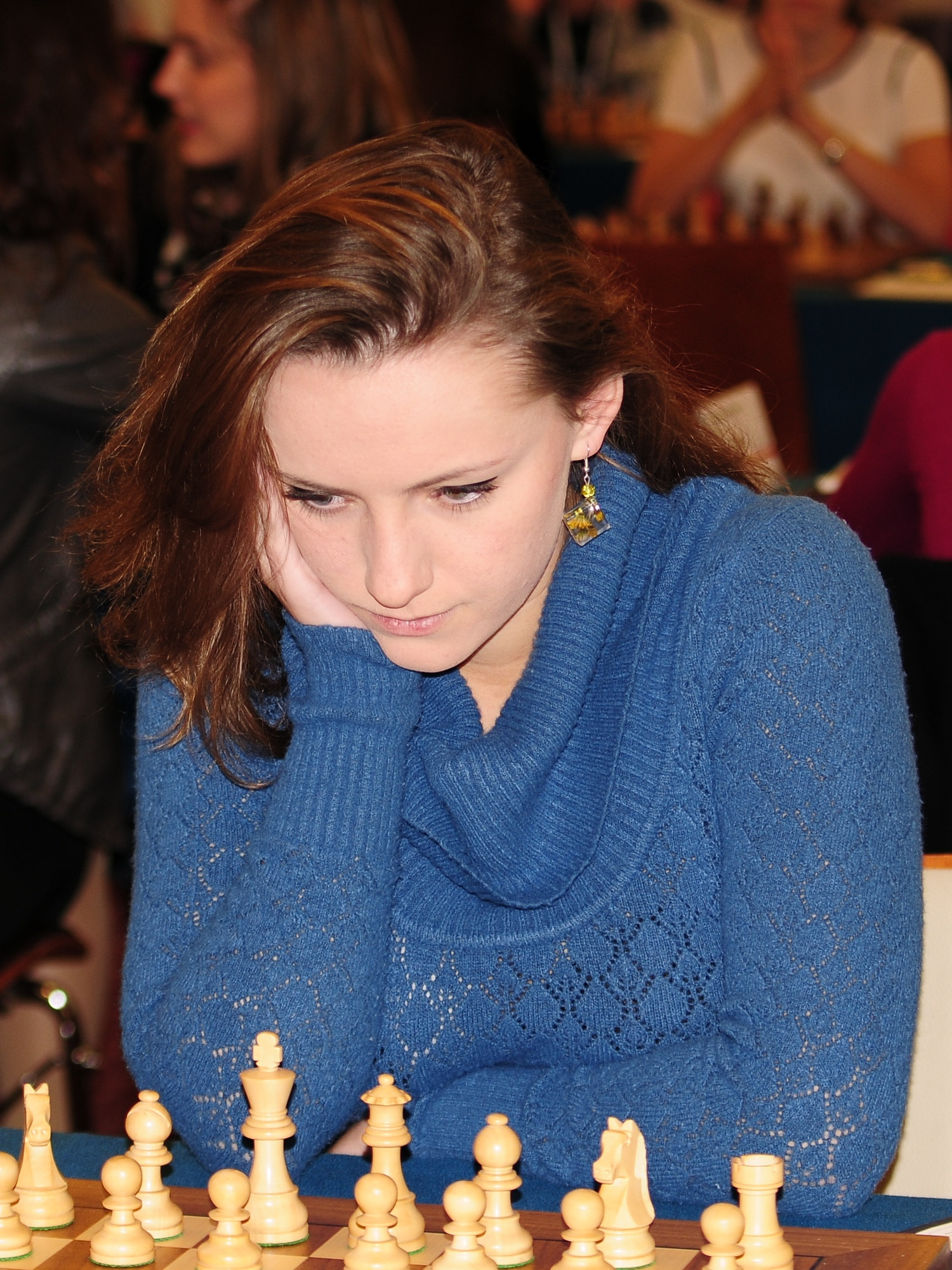
Shvayger op het EK landenteams 2013

Yuliya Shvayger (Hebreeuws: יוליה שוויגר, Oekraïens: Юлія Швайгер) (Vinnytsja, 20 oktober 1994) is een Israëlisch schaakster. Sinds 2017 heeft ze de titels Internationaal Meester (IM) en grootmeester bij de vrouwen (WGM). 
Yuliya Shvayger komt oorspronkelijk uit Oekraïne. In 2012 stapte ze over naar de Israëlische schaakfederatie. Sinds dat jaar speelde ze met het Israëlische team in de Schaakolympiade voor vrouwen, waarbij in 2016 op de 42e Schaakolympiade het team met Shvayger spelend aan het eerste bord de negende plaats behaalde. Ook nam ze deel aan het Europees schaakkampioenschap voor landenteams voor vrouwen. Ze won in 2013 de individuele bronzen medaille aan het vierde bord bij het vrouwentoernooi van het EK landenteams. 
In 2018 nam Shvayger deel aan het Wereldkampioenschap schaken voor vrouwen. In ronde 1 werd ze uitgeschakeld door Monika Soćko, met ½–1½. Een maand later won Shvayger het vrouwenkampioenschap van Israël.

## Externe koppelingen
- (en)   Informatie over schaakpartijen van Yuliya Shvayger op ChessGames.com
- (en)   Informatie over schaakpartijen van Yuliya Shvayger op 365chess.com
- (en)  FIDE-ratinggegevens voor Yuliya Shvayger